# Никотинамидмононуклеотид
Никотинамид мононуклеотид («NMN» и «β-NMN») представляет собой нуклеотид, полученный из рибозы и никотинамида. Как и никотинамид рибозид, NMN является производным ниацина, и у людей есть ферменты, которые могут использовать NMN для генерации никотинамидадениндинуклеотид (NADH). У мышей NMN поступает в клетки через тонкий кишечник в течение 10 минут, превращаясь в NAD+ через транспортер NMN Slc12a8.
Поскольку NADH является кофактором (т.е. одним из необходимых компонентов) процессов внутри митохондрий, сиртуинов и PARP, NMN был изучен на животных моделях в качестве потенциального нейропротекторного и омолаживающего агента. Компании, производящие пищевые добавки, агрессивно продвигают продукты NMN, претендующие на эти преимущества. Однократное введение до 500 мг было показано безопасным для мужчин в недавнем исследовании на людях в Медицинской школе Университета Кейо, Синдзюку, Токио, Япония.
Ферменты никотинамид рибозид (NR) киназы необходимы для экзогенного использования NR и NMN. Некоторые исследования показывают, что при экзогенном введении NMN должен быть преобразован в NR, чтобы попасть в клетку и быть повторно фосфорилирован обратно в NMN.
Молекулярные структуры NMN и NR примерно одинаковы, за исключением того, что NMN имеет добавленную фосфатную группу, что делает его более крупной молекулой. Некоторые ученые считают, что NMN слишком велик для проникновения через клеточные мембраны и должен преобразоваться в NR перед тем, как попасть в клетки, где происходит биосинтез NAD +. В противном случае NMN необходимо будет транспортировать в клетки с помощью транспортера, специфичного для NMN, такого как Slc12a8.
Как NR, так и NMN уязвимы для внеклеточной деградации ферментом CD38, который может быть ингибирован такими соединениями, как CD38-IN-78c.

## Нахождение
Никотинамидмононуклеотид присутствует в ядре, митохондриях и цитоплазме клеток, а также в плаценте, крови и моче человека. Он содержится в различных продуктах питания: незрелых стручках сои, капусте, огурцах, брокколи, помидорах, грибах, авокадо, сырой говядине и креветках.  Содержание NMN в овощах составляет 0,25–1,88 мг/100 г, во фруктах – 0,26–1,60 мг/100 г, в сырой говядине и креветках – 0,06–0,42 мг/100 г.
Предполагается, что физиологически значимые количества NMN, необходимые для биосинтеза НАД+, поступают в организм с пищей.  Это предположение основано на данных о наличии NMN в эритроцитах.